# Crișan
Crişan é uma comuna romena localizada no distrito de Tulcea, na região de Dobruja. A comuna possui uma área de 380.71 km² e sua população era de 1321 habitantes segundo o censo de 2007.